# Gela

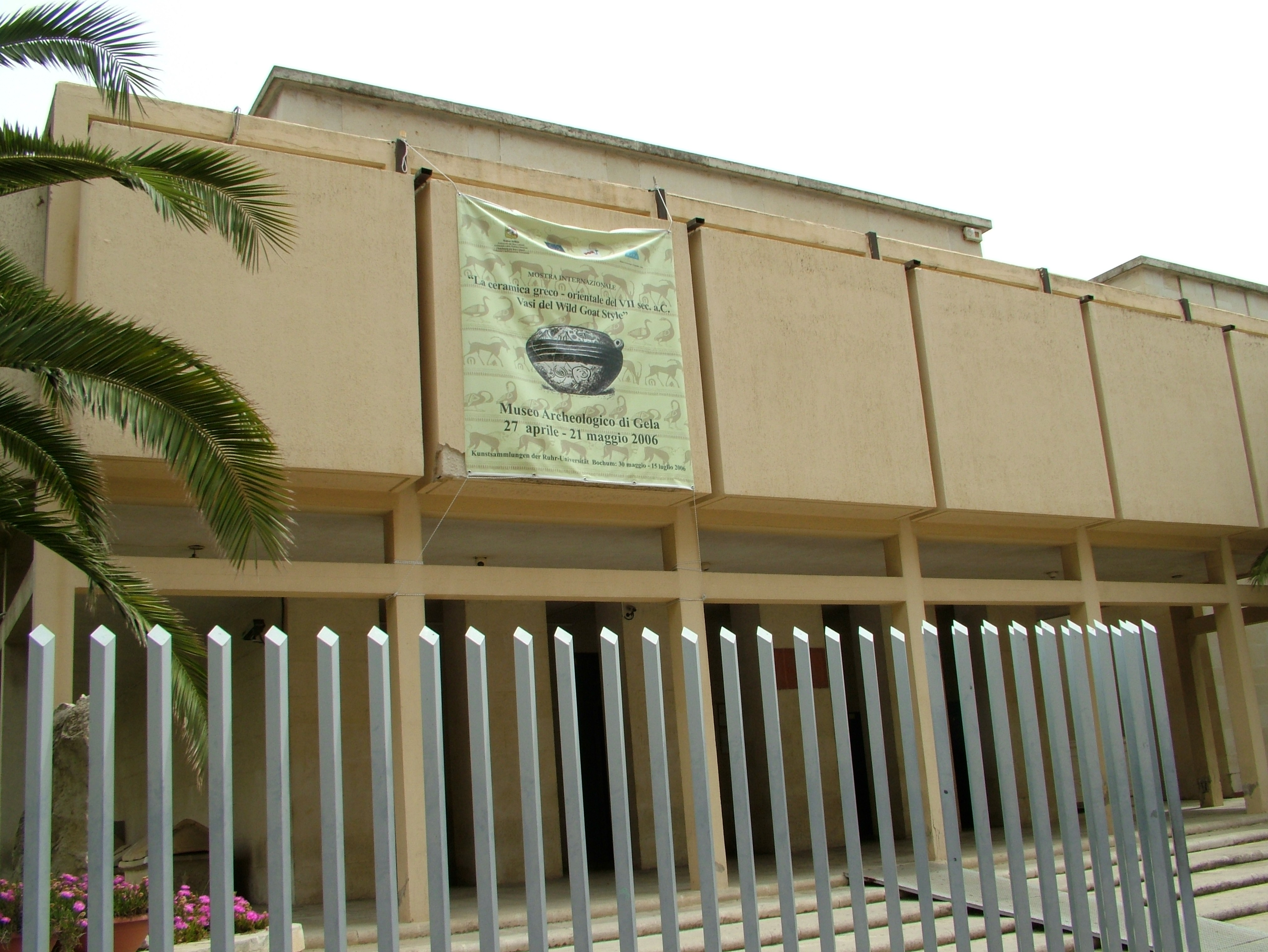
Muzeum archeologiczne

Gela – miejscowość i gmina we Włoszech, w regionie Sycylia, w prowincji Caltanissetta.
Według danych na rok 2004 gminę zamieszkiwały 72 444 osoby, 262,5 os./km².

## Historia
Założona w 688 p.n.e. przez kolonistów z Rodos i Krety, w pierwszej połowie V wieku p.n.e. była jednym z najpotężniejszych miast Sycylii. Miasto rozkwitło pod rządami tyranów: Kleandra, Hippokratesa i Gelona. W 405 p.n.e. zostało zdobyte i zburzone przez Kartagińczyków. W roku 338 p.n.e. Gela została odbudowana przez Timoleona. W 312 p.n.e. wojska Agatoklesa, tyrana Syrakuz, dokonały rzezi mieszkańców. Po kolejnych zniszczeniach w 284 p.n.e. i  282 p.n.e. miasto popadło w ruinę. Dopiero Normanowie sycylijscy w 1230 na miejscu starożytnego miasta założyli nowe – Terranova. W 1927 Terranova przyjęła grecką nazwę Gela. W 1943 roku, podczas alianckiej inwazji na Sycylię, w rejonie Geli oddziały włosko-niemieckie przeprowadziły kontratak, który po ciężkich walkach został odparty przez amerykańską 1. Dywizję Piechoty.

## Miasta partnerskie
- Eleusis
- Wittingen

## Galeria zdjęć

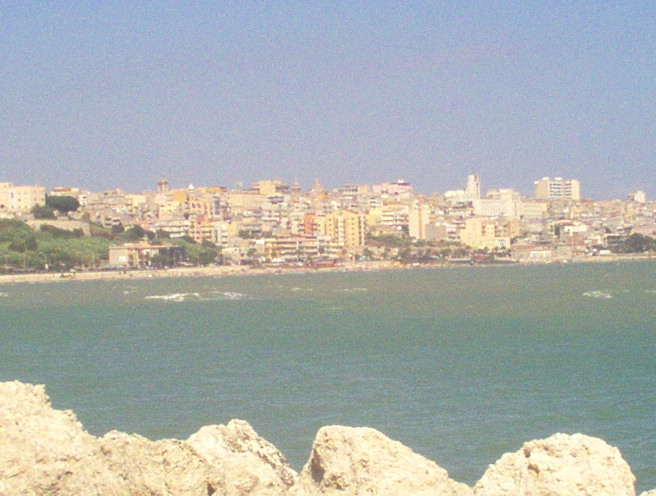
Widok od strony morza
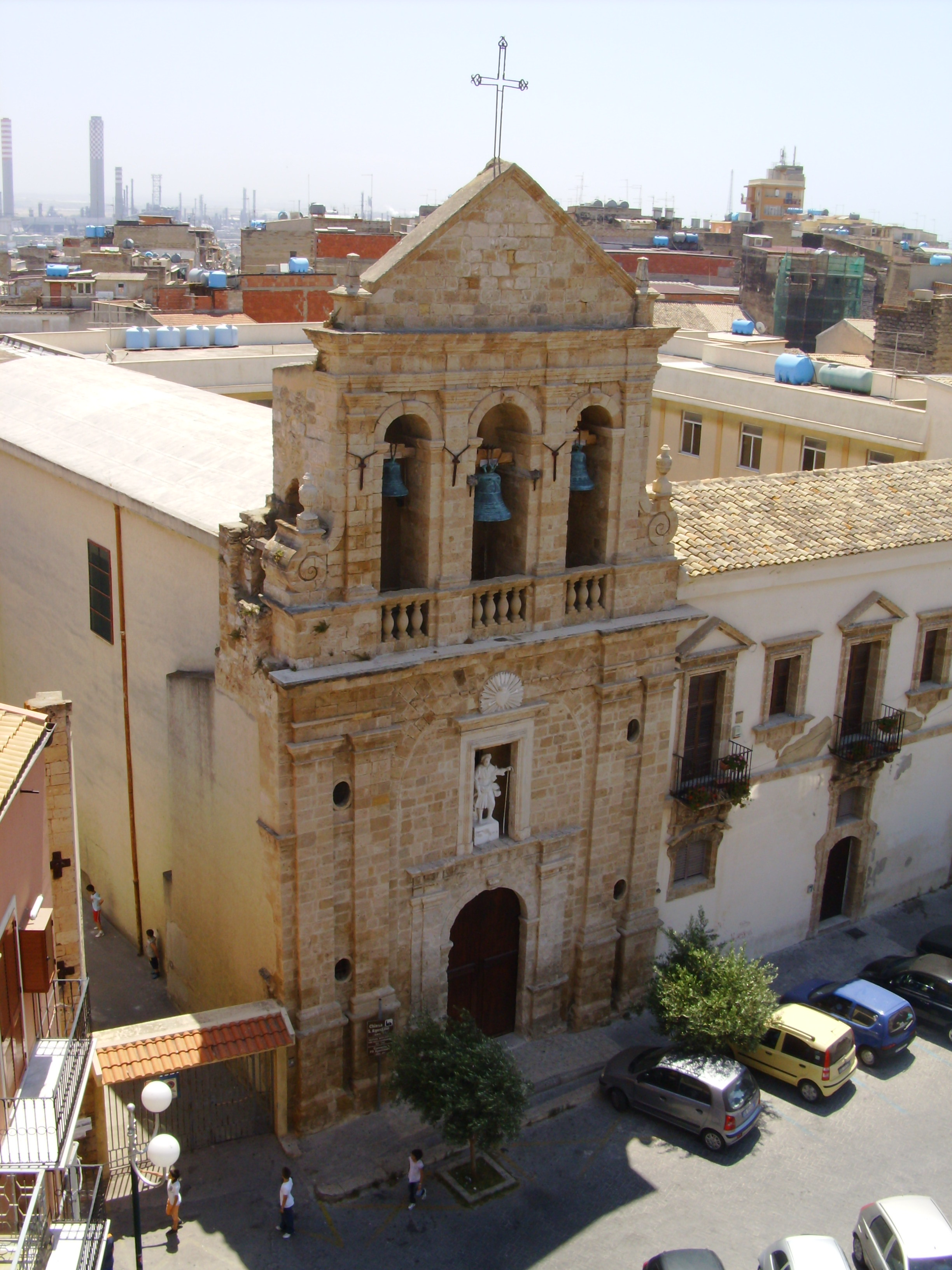
Kościół Sant'Agostino
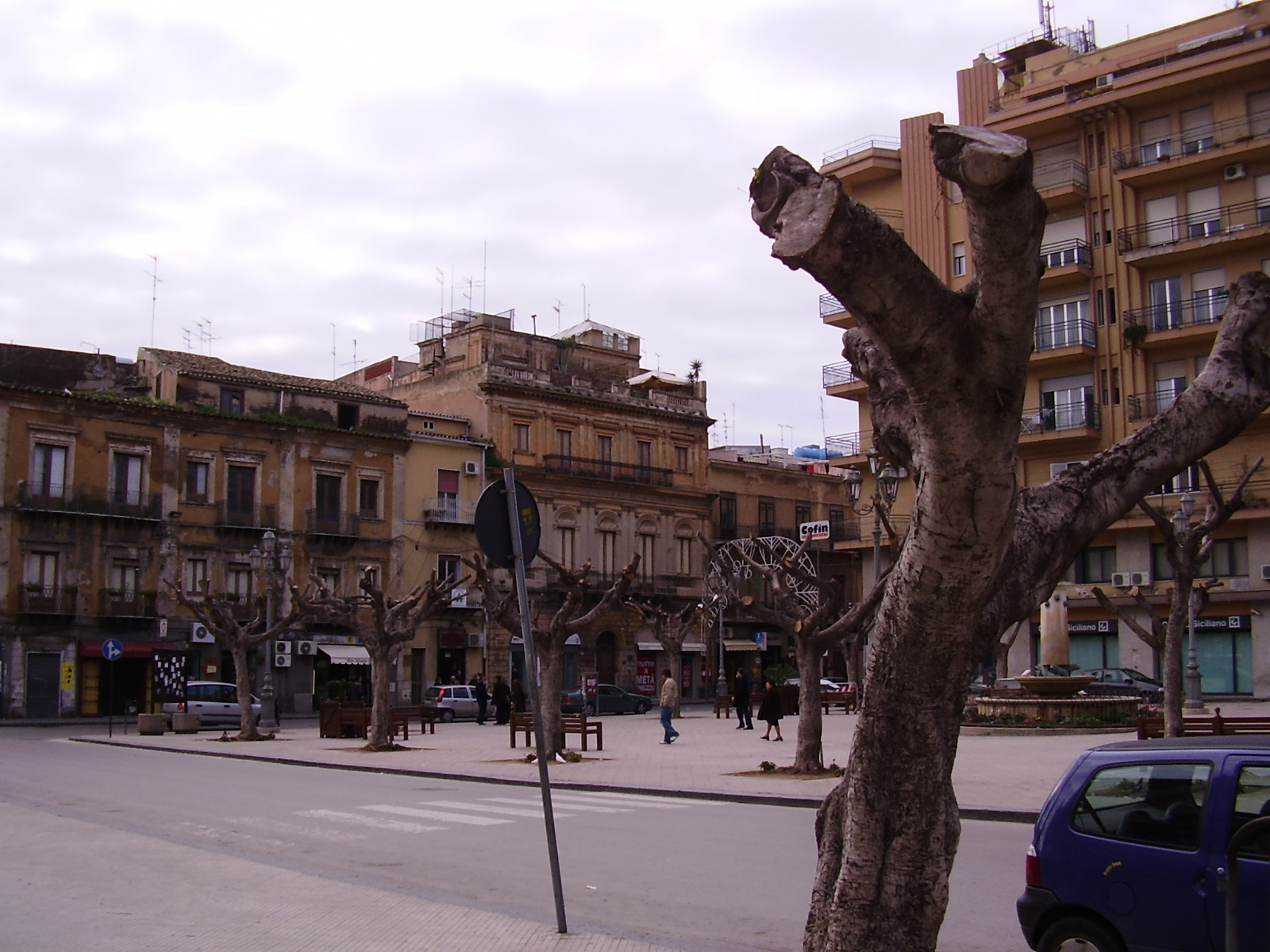
Piazza Umberto I